# NEW mobil und aktiv Viersen

Früheres Logo Niederrheinwerke Viersen mobil GmbH

Die NEW mobil und aktiv Viersen GmbH ist ein öffentliches Unternehmen, das als Verkehrsunternehmen Buslinien überwiegend in der Stadt Viersen betreibt sowie den Bäderbetrieb von zwei Bädern in der Stadt Viersen übernimmt. Das Unternehmen ist Mitglied im Verkehrsverbund Rhein-Ruhr (VRR). NEW mobil und aktiv Viersen ist ein Tochterunternehmen der NEW Kommunalholding GmbH, Mönchengladbach mit Beteiligungen der Stadt Mönchengladbach, der Stadt Viersen, der Kreiswerke Heinsberg GmbH, der Entwicklungsgesellschaft der Stadt Mönchengladbach mbH und der Stadtentwicklungsgesellschaft Grevenbroich GmbH.

## Geschichte
Das Unternehmen ging aus den Stadtwerken Viersen und der 1948 gegründeten Viersener Verkehrs-GmbH, die im Juni 2001 in Niederrheinwerke Viersen mobil GmbH umbenannt wurde, hervor.
Am 21. Dezember 2010 wurde die Struktur einer Kommunalholding eingeführt. Die am 17. Dezember 2010 gegründete Niederrhein Kommunalholding GmbH besaß 100 % der Anteile an der Niederrheinwerke Viersen aktiv GmbH, die zu jener Zeit die Bäder in Viersen betrieb, sowie 66 % der Anteile an der Niederrheinwerke Viersen mobil GmbH. Die übrigen 34 % der Anteile waren bei Einführung der Unternehmensstruktur im Besitz der Stadt Viersen.
Im Juli 2011 erfolgte rückwirkend zum 1. Januar 2011 die Zusammenführung der Niederrheinwerke Viersen mobil im Rahmen der Verschmelzung auf die Niederrheinwerke Viersen aktiv in die Gesellschaft Niederrheinwerke Viersen mobil und aktiv GmbH.
Mit der Umbenennung der Niederrhein Kommunalholding GmbH in NEW Kommunalholding GmbH zu Beginn des Jahres 2012 wurde für die Tochterunternehmen die gemeinsame Marke NEW eingeführt. In diesem Zuge erhielt das Unternehmen NEW mobil und aktiv Viersen seinen Namen.
2014 sanierte NEW mobil und aktiv Viersen das Stadtbad in Viersen, wobei die Heizungsanlage, das Blockheizkraftwerk und die Trinkwasserinstallation überholt wurden. Zum 12. Mai desselben Jahres wurde die NEW Umwelt Viersen GmbH, ein kommunales Entsorgungs- und Straßenreinigungsunternehmen, als Sacheinlage von der Stadt Viersen in NEW mobil und aktiv Viersen eingebracht.
Zum 12. September 2016 gründete NEW mobil und aktiv Viersen die Entwässerung Viersen GmbH (EVIE). Im Rahmen dessen übertrug das Unternehmen den Teilbetrieb des verpachteten Abwassernetzes an die Entwässerung Viersen, die aufgrund eines bestehenden Gewinnabführungsvertrags ab diesem Zeitpunkt verpflichtet war, den Jahresüberschuss an NEW mobil und aktiv Viersen abzuführen.
Aufgrund der Corona-Pandemie verzeichnete NEW mobil und aktiv Viersen für die Jahre 2020 und 2021 sowohl Umsatzverluste, als auch einen Rückgang der Fahrgastzahlen.

## Unternehmensstruktur
Mit Stand 31. Dezember 2023 sind die Stadt Viersen zu 49,88 % sowie die NEW Kommunalholding zu 50,12 % Gesellschafter des Unternehmens. Die Gesellschafter der NEW Kommunalholding sind die Stadt Mönchengladbach sowie die Entwicklungsgesellschaft der Stadt Mönchengladbach GmbH zu 59,19 %, die Stadt Viersen zu 18,73 %, die Kreiswerke Heinsberg GmbH zu 15,57 % und die Stadtentwicklungsgesellschaft Grevenbroich GmbH zu 6,51 %.
Die beiden VRR-Verkehrsunternehmen NEW mobil und aktiv Mönchengladbach GmbH (MöBus) und NEW mobil und aktiv Viersen gehören zur NEW-Gruppe. Zum versorgten Gebiet gehören neben Mönchengladbach und Viersen unter anderem auch Teile des Kreises Viersen.
Geschäftsführer der NEW mobil und aktiv Viersen sind zum 31. Dezember 2023 Wolfgang Opdenbusch sowie Thomas Bley. Aufsichtsratsvorsitzende ist zum selben Stichtag Angélique Vootz, stellvertretender Vorsitzender ist Rainer Thielmann.
Das Einzugsgebiet des Unternehmens umfasst 78 704 Personen in der Stadt Viersen (Stand 31. Dezember 2024) sowie im Kreis Viersen 302 337 Personen (Stand 31. Dezember 2024).

## Personennahverkehr
Das Unternehmen betreibt neben NEW mobil und aktiv Mönchengladbach, der SWK Mobil, dem Busverkehr Rheinland (BVR), den Niederrheinischen Verkehrsbetrieben (NIAG) und dem Kraftverkehr Schwalmtal im Kreis Viersen Buslinien im Rahmen des Personennahverkehrs, wobei der größte Anteil der Verkehrsleistung der NEW mobil und aktiv Viersen innerhalb der Stadt Viersen erbracht wird.
Für das Jahr 2023 verzeichnete das Unternehmen im Vergleich zum Vorjahr einen Anstieg der beförderten Fahrgäste um 6,63 %, wobei die Betriebsleistung um 0,48 % sank (1 327 990 Wagenkilometer). Insgesamt wurden 2023 etwa 7,08 Millionen Fahrgäste befördert.

### Buslinien
Die NEW mobil und aktiv Viersen betreibt zehn Buslinien, mit Ausnahme der Schnellbuslinie SB87 und der Linie 089 verkehren diese ausschließlich als Stadtbusse innerhalb der Stadt Viersen. Seit 2012 setzt das Unternehmen Hybridbusse ein, wobei NEW mobil und aktiv Viersen im Rahmen dessen mit den Herstellern Solaris sowie MAN Lion’s City kooperiert.
| Linie | Linienverlauf | Linienverlauf |
| ----- | --- | --- |
| 080   | Helmholtzstraße/Ende – Röntgenstraße – Gereonsplatz → / Casinogarten ← Viersen Busbf – Dülken-Schirick – Straelener Weg | Helmholtzstraße/Ende – Röntgenstraße – Gereonsplatz → / Casinogarten ← Viersen Busbf – Dülken-Schirick – Straelener Weg |
| 081   | Bockert Kreuz – Hoser – Allgemeines Krankenhaus – Gereonsplatz → / Casinogarten ← Viersen Busbf – Robend – Donker Weg – Im Wolfhahn                                                                                                | Bockert Kreuz – Hoser – Allgemeines Krankenhaus – Gereonsplatz → / Casinogarten ← Viersen Busbf – Robend – Donker Weg – Im Wolfhahn                                                                                                |
| 082   | Bockert Kreuz – Allgemeines Krankenhaus – Viersen Busbf – Casinogarten → / Gereonsplatz ← Viersen Bf – Donker Weg – Im Wolfhahn | Bockert Kreuz – Allgemeines Krankenhaus – Viersen Busbf – Casinogarten → / Gereonsplatz ← Viersen Bf – Donker Weg – Im Wolfhahn |
| 083   | Dülken, Am Drouvenhof – Dülken Busbf – St.-Cornelius-Krankenhaus – Noppdorf – Viersen Busbf – Casinogarten → / Gereonsplatz ← Viersen Bf – Hülsdonk – Rahser – Sittard – Süchteln Busbf – LVR-Klinik – Süchteln, Jugendpsychiatrie | Dülken, Am Drouvenhof – Dülken Busbf – St.-Cornelius-Krankenhaus – Noppdorf – Viersen Busbf – Casinogarten → / Gereonsplatz ← Viersen Bf – Hülsdonk – Rahser – Sittard – Süchteln Busbf – LVR-Klinik – Süchteln, Jugendpsychiatrie |
| 084   | Helenabrunn, Wegweiser – Helenabrunn – Heimer – Hamm – Viersen Bf – Gereonsplatz → / Casinogarten ← Viersen Busbf – Noppdorf – Stadtgarten – Dülken Busbf – Dülken Rathaus – Dülken, Brandenburger Straße                          | Helenabrunn, Wegweiser – Helenabrunn – Heimer – Hamm – Viersen Bf – Gereonsplatz → / Casinogarten ← Viersen Busbf – Noppdorf – Stadtgarten – Dülken Busbf – Dülken Rathaus – Dülken, Brandenburger Straße                          |
| 085   | Straelener Weg – Dülken Busbf – St.-Cornelius-Krankenhaus – Noppdorf – Viersen Busbf | Straelener Weg – Dülken Busbf – St.-Cornelius-Krankenhaus – Noppdorf – Viersen Busbf |
| 086   | Berliner Höhe – Ober-Beberich – Seilerwall – Gereonsplatz → / Casinogarten ← Viersen Busbf – Remigiusplatz – Rahser – Notburgastraße                                                                                               | Berliner Höhe – Ober-Beberich – Seilerwall – Gereonsplatz → / Casinogarten ← Viersen Busbf – Remigiusplatz – Rahser – Notburgastraße                                                                                               |
| 087   | Berliner Höhe – Bebericher Straße – Seilerwall – Gereonsplatz → / Casinogarten ← Viersen Busbf – Kanalstraße – Notburgastraße | Berliner Höhe – Bebericher Straße – Seilerwall – Gereonsplatz → / Casinogarten ← Viersen Busbf – Kanalstraße – Notburgastraße |
| 089   | (Dülken, Industriering –) Dülken, Dürerstraße – Dülken Busbf – Stadtgarten – Noppdorf – Viersen Busbf – Viersen Bf – Hamm – Heimer –                                                                                               | Helenabrunn, Wegweiser |
| 089   | (Dülken, Industriering –) Dülken, Dürerstraße – Dülken Busbf – Stadtgarten – Noppdorf – Viersen Busbf – Viersen Bf – Hamm – Heimer –                                                                                               | Helenabrunn, Wasserwerk – Mönchengladbach Hbf |
| SB 87 | (Viersen Busbf –) Anrath, Kirche – Anrath Bf – Vorst – Stiegerheide – Kempen, St. Peter – Kempen Bf (– Klixdorf – Grefrath-Mülhausen – Grefrath, Bergerplatz – Nettetal-Lobberich, Doerkesplatz)                                   | (Viersen Busbf –) Anrath, Kirche – Anrath Bf – Vorst – Stiegerheide – Kempen, St. Peter – Kempen Bf (– Klixdorf – Grefrath-Mülhausen – Grefrath, Bergerplatz – Nettetal-Lobberich, Doerkesplatz)                                   |

1. ↑  Die Linie wird im Schülerverkehr bedient.
2. ↑  Gemeinschaftskonzession mit Busverkehr Rheinland (BVR)

### Tarifstruktur
Zum März 2023 sind die NEW mobil und aktiv-Gesellschaften Mitglied im Verkehrsverbund VRR, sodass die VRR-Tickets erworben werden können und im Personennahverkehr gültig sind.

## Bäder
Die NEW mobil und aktiv Viersen betreibt das Stadtbad Viersen sowie das Bad Ransberg in Dülken.
Die Besucherzahlen in den Hallenbädern entwickelten sich im Geschäftsjahr 2023 wie folgt:
- Die Besucherzahlen im Stadtbad Viersen stiegen auf 33 623 Besucher (Anstieg von 18,55 %)[1]
- Das Hallenbad Bad Ransberg in Dülken verzeichnete einen Anstieg der Besucher auf 120 244 Besucher (Plus von 10,28 %)[1]